# Lijst van voetbalinterlands Noord-Korea - Verenigde Arabische Emiraten
Deze lijst van voetbalinterlands geeft een overzicht van alle officiële voetbalinterlands tussen de nationale teams van Noord-Korea en de Verenigde Arabische Emiraten. De landen hebben tot op heden twaalf keer tegen elkaar gespeeld. De eerste ontmoeting, een kwalificatiewedstrijd voor het Wereldkampioenschap voetbal 1990, werd gespeeld in Singapore op 12 oktober 1989. Het laatste duel, een kwalificatiewedstrijd voor het Wereldkampioenschap voetbal 2026, vond plaats op 25 maart 2025 in Riyad (Saoedi-Arabië).

## Wedstrijden
| №  | Plaats    | Datum            | Competitie             | Wedstrijd                                  | Uitslag |
| -- | --------- | ---------------- | ---------------------- | ------------------------------------------ | ------- |
| 1  | Singapore | 12 oktober 1989  | WK 1990 kwalificatie   | Verenigde Arabische Emiraten − Noord-Korea | 0 − 0   |
| 2  | Hiroshima | 3 november 1992  | Azië Cup 1992          | Verenigde Arabische Emiraten − Noord-Korea | 2 − 1   |
| 3  | Songkhla  | 2 december 1998  | Aziatische Spelen 1998 | Verenigde Arabische Emiraten − Noord-Korea | 3 − 3   |
| 4  | Pyongyang | 31 maart 2004    | WK 2006 kwalificatie   | Noord-Korea − Verenigde Arabische Emiraten | 0 − 0   |
| 5  | Dubai     | 17 november 2004 | WK 2006 kwalificatie   | Verenigde Arabische Emiraten − Noord-Korea | 1 − 0   |
| 6  | Singapore | 1 juli 2007      | Vriendschappelijk      | Verenigde Arabische Emiraten − Noord-Korea | 1 − 0   |
| 7  | Abu Dhabi | 6 september 2008 | WK 2010 kwalificatie   | Verenigde Arabische Emiraten − Noord-Korea | 1 − 2   |
| 8  | Pyongyang | 28 maart 2009    | WK 2010 kwalificatie   | Noord-Korea − Verenigde Arabische Emiraten | 2 − 0   |
| 9  | Doha      | 11 januari 2011  | Azië Cup 2011          | Noord-Korea − Verenigde Arabische Emiraten | 0 − 0   |
| 10 | Shanghai  | 28 augustus 2016 | Vriendschappelijk      | Noord-Korea − Verenigde Arabische Emiraten | 2 − 0   |
| 11 | Al Ain    | 10 oktober 2024  | WK 2026 kwalificatie   | Verenigde Arabische Emiraten − Noord-Korea | 1 − 1   |
| 12 | Riyad     | 25 maart 2025    | WK 2026 kwalificatie   | Noord-Korea − Verenigde Arabische Emiraten | 1 − 2   |

## Samenvatting
| Competitie        | Totaal gespeeld | Winst Noord-Korea | Gelijk | Winst V.A.E. | Doelsaldo Noord-Korea – V.A.E. |
| ----------------- | --------------- | ----------------- | ------ | ------------ | ------------------------------ |
| WK-kwalificatie   | 7               | 2                 | 3      | 2            | 6 – 5                          |
| Azië Cup          | 2               | 0                 | 1      | 1            | 1 − 2                          |
| Aziatische Spelen | 1               | 0                 | 1      | 0            | 3 − 3                          |
| Vriendschappelijk | 2               | 1                 | 0      | 1            | 2 – 1                          |
| Totaal            | 12              | 3                 | 5      | 4            | 12 – 11                        |

DPR Korean Football Association · A-internationals · Selecties · Bondscoaches · Noord-Koreaans vrouwenelftal · Noord-Korea U21 · Noord-Korea U20 · Noord-Korea U19 · Noord-Korea U18 · Noord-Korea U17
1959 – 1969 · 
1970 – 1979 · 
1980 – 1989 · 
1990 – 1999 · 
2000 – 2009 · 
2010 – 2019
AC 1980 ·
AC 1992 ·
AC 2011 ·
AC 2015
WK 1966 ·
WK 2010
OS 1964 ·
OS 1976
1959 ·
1960 ·
1961–1964 · 
1965 ·
1966 ·
1967–1972 · 
1973 ·
1974 ·
1975 ·
1976 ·
1977 · 
1978 ·
1979 ·
1980 ·
1981 ·
1982 ·
1983–1984 · 
1985 ·
1986 ·
1987 · 
1988 ·
1989 ·
1990 ·
1991 ·
1992 ·
1993 ·
1994–1997 · 
1998 ·
1999 ·
2000 ·
2001 ·
2002 ·
2003 ·
2004 ·
2005 ·
2006 · 
2007 ·
2008 ·
2009 ·
2010 ·
2011 ·
2012 ·
2013 ·
2014 ·
2015 ·
2016 ·
2017
Afghanistan ·
Australië · 
Bahrein · 
Bangladesh · 
Bolivia · 
Brazilië · 
Bulgarije ·
Burkina Faso ·
Cambodja · 
Canada · 
Chili · 
China · 
Congo-Brazzaville · 
Egypte · 
Filipijnen · 
Finland · 
Griekenland · 
Guam · 
Guinee ·
Hongkong · 
India · 
Indonesië · 
Irak · 
Iran · 
Italië · 
Ivoorkust · 
Japan · 
Jemen · 
Jordanië · 
Kazachstan · 
Kirgizië · 
Koeweit · 
Letland · 
Libanon · 
Macau · 
Maleisië · 
Mali · 
Mexico · 
Mongolië · 
Myanmar · 
Nepal · 
Nigeria · 
Noorwegen · 
Oezbekistan · 
Oman · 
Pakistan ·
Palestina · 
Paraguay ·
Polen · 
Portugal · 
Qatar · 
Saoedi-Arabië · 
Singapore · 
Sovjet-Unie · 
Sri Lanka · 
Syrië · 
Tadzjikistan · 
Taiwan · 
Thailand · 
Turkmenistan · 
Venezuela · 
Verenigde Arabische Emiraten · 
Verenigde Staten · 
Vietnam · 
Zambia · 
Zuid-Afrika · 
Zuid-Korea · 
Zweden
Ivoorkust (2010) ·
UAEFA · A-internationals · Bondscoaches · Statistieken · Olympisch elftal · Vrouwenelftal van de Verenigde Arabische Emiraten · VA Emiraten U21 · VA Emiraten U19 · VA Emiraten U17
1972 – 1979 ·
1980 – 1989 ·
1990 – 1999 ·
2000 – 2009 ·
2010 – 2019 ·
2020 − 2029
OS 2012
Algerije ·
Andorra ·
Angola ·
Argentinië ·
Armenië ·
Australië ·
Azerbeidzjan ·
Bahrein ·
Bangladesh ·
Benin ·
Bolivia ·
Brazilië ·
Brunei ·
Bulgarije ·
Chili ·
China ·
Colombia ·
Costa Rica ·
Denemarken ·
Dominicaanse Republiek ·
Duitsland ·
Egypte ·
Estland ·
Filipijnen ·
Finland ·
Gabon ·
Gambia ·
Georgië ·
Haïti ·
Honduras ·
Hongarije ·
Hongkong ·
IJsland ·
India ·
Indonesië ·
Irak ·
Iran ·
Japan ·
Jemen ·
Joegoslavië ·
Jordanië ·
Kazachstan ·
Kenia ·
Kirgizië ·
Koeweit ·
Laos ·
Libanon ·
Libië ·
Litouwen ·
Maleisië ·
Malta ·
Marokko ·
Mauritanië ·
Moldavië ·
Myanmar ·
Nepal ·
Nieuw-Zeeland ·
Noord-Korea ·
Noorwegen ·
Oekraïne ·
Oezbekistan ·
Oman ·
Oost-Timor ·
Pakistan ·
Palestina ·
Paraguay ·
Peru ·
Polen ·
Qatar ·
Roemenië ·
Rusland ·
Saoedi-Arabië ·
Senegal ·
Singapore ·
Slovenië ·
Slowakije ·
Soedan ·
Sri Lanka ·
Syrië ·
Tadzjikistan ·
Thailand ·
Togo ·
Trinidad en Tobago ·
Tsjechië ·
Tunesië ·
Turkmenistan ·
Uruguay ·
Venezuela ·
Vietnam ·
Wit-Rusland ·
Zuid-Afrika ·
Zuid-Korea ·
Zweden ·
Zwitserland